# ويليام باركلاي
ويليام باركلاي (بالإنجليزية: William Edward Barclay)‏، وهو مدرب كرة قدم إنجليزي سابق.
و هو أول مدرب لنادي إيفرتون، حيث دربهم في موسم 1888/1889، وهو أيضا أول مدرب لنادي ليفربول، حيث دربهم منذ عام 1892 وحتى عام 1896.

## روابط خارجية
- ويليام باركلاي على موقع عالم كرة القدم.نت (الإنجليزية)